# 多羅尾綱知
多羅尾 綱知（たらお つなとも）は、戦国時代から安土桃山時代にかけての武将。細川氏・三好氏・織田氏の家臣で、若江三人衆の一人。

## 生涯
近江国甲賀郡多羅尾を名字の地とする多羅尾氏の出身とみられる。
綱知の姿は天文16年（1547年）頃より見られ、細川氏綱に近侍してその書状の取次ぎを行っていた。当初は「孫十郎」という仮名を名乗っており、天文18年（1549年）から「左近大夫」と名乗っている。また、実名の「綱」の字は氏綱からの偏諱である。
天文18年（1549年）6月、氏綱を擁立する三好長慶が江口の戦いで細川晴元方を破り、7月に氏綱は上洛を果たした。氏綱が細川京兆家当主になると、綱知は氏綱の下で山城国や摂津国の行政に関わることとなった。
氏綱は三好長慶と共同統治を行っていたが、次第に長慶へと主体が移っていく。その後も氏綱は儀礼の場における活動を続けており、永禄元年（1558年）に将軍・足利義輝が帰洛した後は、長慶と共に幕府に出仕している。永禄4年（1561年）2月に氏綱が幕府に出仕した際、綱知は内藤貞勝や長塩盛俊とともにその供をしており、同年3月の足利義輝の三好亭御成の際、池田勝正とともに氏綱の供を務めた。氏綱は長慶に実権を譲った後も居城の淀城周辺の統治権は維持しており、「淀屋形」と呼ばれていたが、永禄6年（1563年）12月に氏綱が死去した後、綱知は「守護代」と称され、事実上の淀城主の地位にあった。
松永久秀と三好三人衆が対立すると、綱知は久秀に味方した。永禄9年（1566年）6月、綱知は淀城に籠城し、三好三人衆方の攻撃を受け退城した。その後、綱知は三好義継に仕えて、その妹を妻とし、男子（生勝）を儲けている。しかし、天正元年（1573年）11月、綱知は池田教正や野間康久と共に織田信長の軍勢を若江城に引き入れ、義継を自害させることとなった。
織田氏に降った綱知は、池田教正・野間康久と共に若江城に在城して北河内の支配に当たり、「若江三人衆」と称される。書札礼上、綱知は3人の中で最も上位にあり、若江三人衆の筆頭という立場にあった。三人衆の中では池田教正がキリシタンだったが、綱知はキリシタンを嫌っており、熱心なキリシタンである河内三箇城主・三箇頼照を毛利輝元に通じているとして織田信長に讒言した。頼照・頼連親子は信長に殺されそうになったが、綱知や頼照らの寄親である佐久間信盛の執成しで助かったといい、綱知は宣教師から「キリシタンの大敵」と呼ばれた（『日本耶蘇会年報』）。
天正7年（1579年）ごろ、若江三人衆における多羅尾氏は綱知から子の多羅尾光信へと交代となる。天正9年（1581年）の馬揃え参加予定者として「多羅尾父子三人」とあり、綱知・光信・生勝の3人と推測される。
天正9年（1581年）と推定される11月12日、綱知は津田宗及を招いて茶会を行っており、そこでは松永久秀が所有していた茶釜の平蜘蛛が使用されている。これは綱知の子の光信が、落城した松永久秀の信貴山城でその破片を集め復元したものだった。また、同じ茶会で綱知は旧主・義継の実父である十河一存の政宗の脇差を披露している。
天正11年（1583年）、若江三人衆は羽柴秀吉により河内の外へと転封される。その後の動静は不明だが、天正18年（1590年）以前の7月2日付書状で、光信と生勝が「常陸入道」（綱知）が死去したことを秀吉の側近・宮木豊盛に伝えていることから、綱知の没年は天正18年（1590年）以前であり、享年は60前後と推測される。

## 子息
綱知の子の久三郎は、元亀年間の時点で松永名字を名乗っており、松永久秀の養子になったとみられる。元亀2年（1571年）8月の辰市合戦で松永勢は筒井氏に大敗し、久三郎はその時討死している。
また、三好義継の妹との間に生まれた子・三好生勝（善元）は、三好本宗家の家督を継いだとされている。生勝は、織田信長、羽柴秀吉に仕えた後、黒田長政の家臣となり、その後浅野長晟に仕えた。その子孫は広島藩士として続いた。